# Ewing (Missouri)
Ewing és una població dels Estats Units a l'estat de Missouri. Segons el cens del 2000 tenia 464 habitants.

## Demografia
Segons el cens del 2000, Ewing tenia 464 habitants, 197 habitatges, i 130 famílies. La densitat de població era de 284,4 habitants per km².
Dels 197 habitatges en un 29,4% hi vivien nens de menys de 18 anys, en un 53,8% hi vivien parelles casades, en un 8,1% dones solteres, i en un 34% no eren unitats familiars. En el 29,4% dels habitatges hi vivien persones soles el 19,8% de les quals corresponia a persones de 65 anys o més que vivien soles. El nombre mitjà de persones vivint en cada habitatge era de 2,36 i el nombre mitjà de persones que vivien en cada família era de 2,94.
Per edats la població es repartia de la següent manera: un 24,6% tenia menys de 18 anys, un 8,2% entre 18 i 24, un 28% entre 25 i 44, un 19,2% de 45 a 60 i un 20% 65 anys o més.
L'edat mediana era de 39 anys. Per cada 100 dones de 18 o més anys hi havia 91,3 homes.
La renda mediana per habitatge era de 30.000 $ i la renda mediana per família de 39.167 $. Els homes tenien una renda mediana de 26.071 $ mentre que les dones 23.906 $. La renda per capita de la població era de 14.115 $. Entorn del 8,6% de les famílies i el 13,8% de la població estaven per davall del llindar de pobresa.

## Poblacions més properes
El següent diagrama mostra les poblacions més properes.